# Rozejm w Strazdumuiža
Rozejm w Strazdumuiža (łot. Strazdumuižas pamiers, est. Strasdenhofi vaherahuleping, niem. Waffenstillstand bei Strasdenhof) – porozumienie zawarte 3 lipca 1919 r. między rządami niepodległych republik Łotwy i Estonii a dowództwem niemieckiego VI Korpusu Rezerwowego. Ostatecznie kończyło okres antyradzieckiej współpracy wojskowej między niepodległą Łotwą a wojskami niemieckimi, określało warunki opuszczenia Rygi i całej Łotwy przez jednostki niemieckie.

## Tło wydarzeń
Rząd proklamowanej w 1918 r. Republiki Łotewskiej, kierowany przez Kārlisa Ulmanisa, krótko po powstaniu zawarł z Niemcami umowę, która miała mu zagwarantować obronę terytoriów łotewskich przed bolszewikami. Sama Łotwa posiadała jedynie niewielkie ochotnicze oddziały zbrojne. Z niemieckich ochotników utworzono oddziały Bałtyckiej Landeswehry i Żelazną Brygadę, rozbudowaną następnie do rozmiarów dywizji. Na przełomie stycznia i lutego zarówno Bałtycką Landeswehrę, jak i Żelazną Brygadę podporządkowano dowództwu niemieckiego VI Korpusu Rezerwowego, na którego czele stał gen. Rüdiger von der Goltz. W lutym 1919 r. dowodzone przez niego siły wzmocniono przysłaną z Niemiec 1 Rezerwową Dywizją Gwardii.
W grudniu 1918 i styczniu 1919 r. wojska niemieckie nie były w stanie powstrzymać ofensywy Armii Czerwonej na Łotwie. Jednak już w lutym 1919 r., po wzmocnieniu, wojska niemieckie osiągnęły znaczną przewagę liczebną i przeprowadziły udaną kontrofensywę, odzyskując Kurlandię i część Semigalii do linii Lelupy. Po tych sukcesach von der Goltz zaczął dążyć do przejęcia władzy politycznej na obszarze, który zajmowały jego wojska. 16 kwietnia wojska niemieckie przeprowadziły w Lipawie, gdzie przebywał rząd Ulmanisa, pucz i doprowadzili do sformowania lojalnego wobec siebie gabinetu Andrievsa Niedry. Wielka Brytania nie zamierzała zgodzić się na to, by niepodległa Łotwa była faktycznie podporządkowana Berlinowi, dlatego Brytyjczycy zapewnili ochronę łotewskiemu premierowi Ulmanisowi na skonfiskowanym okręcie „Saratow” w lipawskim porcie. Równocześnie jednak Ententa nie chciała ewakuacji jednostek niemieckich z Kurlandii, wiedząc, że tylko one są w stanie skutecznie walczyć z Łotewską Socjalistyczną Republiką Radziecką, zwłaszcza w sytuacji, gdy znaczna część łotewskiej ludności nadal sympatyzowała z bolszewikami. Aby w przyszłości pokrzyżować plany niemieckie, przedstawiciele Ententy wzmacniali wojska niepodległej Estonii, jednak wyrazili zgodę na to, by w końcu maja 1919 r. to Niemcy zajęli Rygę.
Po opanowaniu Rygi VI Korpus Rezerwowy kontynuował marsz na północ, obsadzając stopniowo opuszczane przez Armię Czerwoną terytoria w Inflantach. W tym samym czasie estońska 3 Dywizja Piechoty, która wyparła jednostki bolszewickie z południowej Estonii, posuwała się od północy w kierunku Rygi. W czerwcu 1919 r. pod Kiesią doszło do konfrontacji sił niemieckich i estońskich, zwycięskiej dla Estończyków, którzy byli sojusznikami proalianckiego rządu Ulmanisa. Estońskie jednostki, ścigając Niemców, do 27 czerwca dotarły pod Rygę. 1 lipca 1919 r. wojska estońskie zmusiły oddziały niemieckie do opuszczenia prawego brzegu Dźwiny. Przewidując klęskę, gen. von der Goltz poprosił o rozejm. Wcześniej jeszcze, 29 czerwca, gotowość do rozmów z rządem łotewskim wyraził Niemiecko-Bałtycki Komitet Narodowy, który wcześniej, jako reprezentacja Niemców bałtyckich, domagał się od von der Goltza prób podporządkowania sobie całej Łotwy. Deklarując gotowość do współpracy z Łotyszami w budowie niepodległego państwa, Komitet oczekiwał zarazem, że Bałtycka Landeswehra nie zostanie rozwiązana i będzie kontynuować walkę z bolszewikami.

## Negocjacje
Po tym, gdy von der Goltz zadeklarował gotowość do rozmów, szef francuskiej misji nad Bałtykiem, płk Emmanuel du Parquet, poinformował o tym fakcie dowództwo estońskie. Alianci zażądali od Estończyków zaprzestania dalszych działań.
2 lipca 1919 r. delegacja estońsko-łotewska spotkała się z delegacją niemiecką w Strazdumuiža nad jeziorem Juglas (obecnie wschodnia część Rygi; w 1919 r. miejscowość funkcjonowała również pod niemiecką nazwą Strasdenhof). Rozmowom jako mediator przewodniczył płk Stephen Tallents, brytyjski komisarz ds. państw bałtyckich. Delegacja niemiecka składała się z przedstawicieli Bałtyckiej Landeswehry, Żelaznej Dywizji, Brygady Łotewskiej Landeswehry oraz rosyjskiego, walczącego u boku Niemców oddziału księcia Lievena.
Porozumienie zostało zawarte 3 lipca. Na mocy zawieszenia broni Niemcy mieli do 5 lipca wycofać się z Rygi, natomiast do łotewskiej stolicy wejść miały oddziały łotewskie – walcząca dotąd u boku Niemców Brygada Łotewska Landeswehry oraz Brygada Północna (lub 2 Brygada Łotewska), którą sformowano z łotewskich ochotników w składzie sojuszniczej armii estońskiej. Pozostałe jednostki armii estońskiej nie miały wkraczać do Rygi, co miało przeciwdziałać umocnieniu się wpływów estońskich na Łotwie. Estończyków zobowiązano również do przekazania pod zarząd Łotwy terytoriów Liwonii, które w toku wcześniejszej ofensywy odbili z rąk bolszewików. Ryga pozostawać miała tymczasowo pod zarządem misji międzysojuszniczej, a płk Tallents objął stanowisko cywilnego gubernatora miasta. Jednostki niemieckie po odejściu z Rygi miały cofnąć się na linię Lelupy, a następnie, w „możliwie jak najszybszym czasie”, całkowicie odejść z ziem łotewskich.
Wejście wojsk łotewskich do Rygi na podstawie postanowień z 3 lipca faktycznie miało miejsce 6 lipca. Natomiast niemiecka ewakuacja z Łotwy nie została przeprowadzona zgodnie z treścią rozejmu. W końcu lipca 1919 r. oddziały niemieckie wciąż pozostawały w Kurlandii, zaś w sierpniu-wrześniu dowództwo VI Korpusu Rezerwowego pozwoliło na przejście niemieckich żołnierzy pod komendę białej rosyjskiej Zachodniej Armii Ochotniczej dowodzonej przez Pawła Bermondta-Awałowa, o jednoznacznie proniemieckiej orientacji.